# Rudolf Kobert
Eduard Rudolf Kobert, född 3 januari 1854 i Bitterfeld, död 27 december 1918 i Rostock, var en tysk farmakolog.
Kobert blev medicine doktor i Halle an der Saale 1877 och var därefter assistent hos Friedrich Goltz och Oswald Schmiedeberg i Strassburg, 1886–94 professor i farmakologi, dietetik och medicinhistoria vid universitetet i Dorpat och direktor för det farmakologiska laboratoriet där, sedermera verksam vid Brehmerska anstalten för behandling av lungtuberkulos i byn Görbersdorf i Schlesien och 1899 professor vid och direktor för farmakologiska institutet i Rostock.
Kober utvecklade en kolossal litterär produktion och utövat ett betydande inflytande inom sitt verksamhetsområde. Utöver nedanstående skrifter utgav han "Arbeiten des Pharmakologischen Instituts zu Dorpat" (I–XIV, 1888–96), "Historische Studien des pharmakologischen Instituts zu Dorpat" (I–V, 1889-96) och "Görbersdorfer Veröffentlichungen" (två band, 1897–98). Flera år redigerade han "Zeitschrift für Krankenpflege". Han och hans talrika lärjungar bearbetade en mängd särskilda kapitel av farmakologin och toxikologin, såsom verkningarna av terpentinolja, fosforsyra, lustgas, den flyktiga absintoljan, bensoesyra, karbolsyra, ptomainer, mangan och järn, sapotoxinerna samt djurgifter.